# Джован Баттіста Альбіні
Джован Баттіста Альбіні (італ. Giovan Battista Albini, 12 вересня 1812 року, Ла-Маддалена - 14 серпня 1876 року, Кассано-Спінола) - італійський адмірал. Старший брат адмірала Аугусто Альбіні.

## Біографія
Джован Баттіста Альбіні народився 12 вересня 1812 року в Ла-Маддалені. У 1826 році вступив на службу до Військово-морських сил Сардинського королівства.
У 1848 році під командуванням свого батька, Мікеле Джузеппе Альбіні, брав участь в австро-італійській війні (1848—1849) (за участь в якій був нагороджений Орденом Святих Маврикія та Лазаря), Кримській війні (за участь в якій був нагороджений Орденом Святих Маврикія та Лазаря), облозі Анкони (1860).
У 1861 році призначений командувачем дивізії, а у 1864 році- командувачем ескадри
Під час третьої війни за незалежність Італії командував 2-ю ескадрою у флоті адмірала Карло Пелліон ді Персано, брав участь в битві біля Лісси. Після поразки у битві був обвинуваченим на судовому процесі проти адмірала Персано. У 1867 році був відправлений у відставку.
Помер 4 серпня 1876 року в Кассано-Спінола. 

## Нагороди

### Італійські нагороди
- Командор Ордена Святих Маврикія та Лазаря
- Срібна медаль «За військову доблесть»
- Командор Савойського військового ордена
- Пам'ятна медаль за участь у війні за незалежність Італії.
- Пам'ятна медаль на честь об'єднання Італії.

### Іноземні нагороди
- Кавалер Ордена Почесного легіону (Франція)
- Кримська медаль (Велика Британія)